# 免田町
免田町（めんだまち）は、かつて熊本県の南東部にあった町。球磨郡に属した。
2003年（平成15年）4月1日、同郡内の上村、岡原村、須恵村、深田村と新設合併し、あさぎり町となった。

## 地理
熊本県の南東部、人吉盆地のほぼ中央に位置した。
- 河川：球磨川、免田川、井口川

### 隣接していた市町村
- 熊本県
  - 球磨郡錦町、上村、多良木町、岡原村、須恵村、深田村

## 歴史

### 近現代
- 1889年（明治22年）4月1日 - 町村制施行により、球磨郡免田村が単独で自治体を形成。
- 1937年（昭和12年）4月1日 - 町制施行し免田町となる。
- 2003年（平成15年）4月1日 - 上村、岡原村、須恵村、深田村と新設合併し、あさぎり町が発足。同日免田町廃止。

## 教育
- 免田町立免田中学校
- 免田町立免田小学校

## 交通

### 鉄道
- くま川鉄道
  - 湯前線：おかどめ幸福駅 - 免田駅 - 東免田駅

### 道路
- 国道
  - 国道219号
- 県道
  - 熊本県道48号多良木相良線
  - 熊本県道186号川瀬免田線
  - 熊本県道187号免田停車場線
  - 熊本県道260号皆越免田線

## 免田町出身の有名人
- 紀里谷和明（写真家）